# Худ, Л.
Л. Худ (англ. L. Hood, полное имя неизвестно; Пустой шаблон {{ВД-Преамбула}} ) — британский регбист, серебряный призёр летних Олимпийских игр 1900.
На Играх Худ входил в сборную Великобритании, которая в единственном матче проиграла Франции со счётом 21:8, получив серебряные медали.